# يوسف شعبان
يوسف شعبان (16 يوليو 1931 - 28 فبراير 2021)، ممثل مصري، قدم العديد من الأعمال التلفزيونية والسينمائية وكذلك المسرحية لنحو 50 عاماً، كما كان نقيباً للممثلين لدورتين متتاليتين ابتداء من عام 1997 إلى عام 2003.

## عن حياته
ولد الفنان يوسف شعبان شحاتة شميس في حي شبرا أكبر أحياء العاصمة القاهرة، ووالده مصمم إعلانات مشهور في شركة (إيجبشان جازيت)، تلقى تعليمه الأساسي في مدرسة الإسماعيلية والتعليم الثانوي في مدرسة التوفيقية الثانوية، بسبب تفوقه في مادة الرسم قرر الانتساب في كلية الفنون الجميلة ولكن عائلته رفضت بشدة وخيرته بين كلية البوليس (ليلتحق بأبناء أخواله) أو الكلية الحربية (ليلتحق بأبناء أعمامه) أو كلية الحقوق، ونتيجة للضغط الشديد عليه قرر الالتحاق بالكلية الحربية ولكن في اختبار الهيئة أسقط نفسه فرفضوا انضمامه ولكن عائلته علمت بما دبره فأجبرته على الانضمام لكلية الحقوق في جامعة عين شمس، وهناك تعرف على أصدقاء عمره الفنان كرم مطاوع والممثل سعيد عبد الغني والكاتب إبراهيم نافع. وقرر بناء على نصيحة كرم مطاوع الالتحاق بفريق التمثيل في الكلية ثم قدّم أوراقه اعتماده في المعهد العالي للفنون المسرحية. وبسبب ضغط الدراسة في الكلية والمعهد قرر التركيز في دراسة المعهد وسحب أوراقه من كلية الحقوق وهو في السنة الثالثة، تخرج من المعهد العالي للفنون المسرحية من سنة 1962.

## المسيرة السينمائية
بدأ مسيرته السينمائية والإحترافية سنة 1961 في فيلم في بيتنا رجل، ثم توالت أعماله السينمائية التي جاوزت 133 فيلمًا سينمائي.
لاقى في بداياته السينمائية منافسة شرسة ولكنها شريفة من أبرز نجوم فترة الستينات وهم رشدي أباظة، وصلاح ذو الفقار، وكمال الشناوي، وشكري سرحان، وحسن يوسف، وكان بعضهم يغري المنتجين بتخفيض الأجر الذي يحصل عليه للتأثير عليهم لاختيارهم وعدم اختياره.
وحدث خلاف كبير قبل البدء في تصوير فيلم معبودة الجماهير إنتاج سنة 1967 والسبب أن الفنان الكبير عبد الحليم حافظ كان غير مقتنع به بينما العكس عند الفنانة شادية المقتنعة به لأنهما قدما أفلاماً ناجحة معاً في السنوات القليلة الماضية، فهددت شادية بترك الفيلم إذا لم يتم التعاقد مع يوسف شعبان وبدوره قرر يوسف شعبان ترك الفيلم كَحل وسط للخلاف القائم بين النجمان الكبيران ولكن ذكاء الفنان عبد الحليم حافظ كان أكبر من هذا الخلاف البسيط واجتمعت جميع الأطراف في منزله وتم حل المشكلة ودياً ووافق على مشاركة يوسف شعبان معهما في بطولة الفيلم وأصبحا صديقين حميمين.
في فترة السبعينات قدّم شخصية مثيرة للجدل في الفيلم حمام الملاطيلي حيث أدى دور الرجل الشاذ، وعلى الرغم من اللغط الذي دار في مصر وخارجها فقد حصل على العديد من الجوائز المحلية والعالمية وتقرر تدريس دوره في هذا الفيلم في «معهد السينما» وأكاديمية الفنون.
في سنة 1995 قرر الابتعاد عن المجال السينمائي والاكتفاء بتمثيل مسلسل واحد أو اثنين في السنة للتركيز في مهمته الجديدة كنقيب للممثلين.

## المسيرة التلفزيونية
بدأت مسيرة أعماله التلفزيونية منذ عام 1963 وقدم أكثر من 130 مسلسلا أبرزها العائلة والناس، انتقام امرأة، والشهد والدموع، والوتد، وعيلة الدوغري، ولحظة ضعف، ورأفت الهجان وتألق به بشكل بارع في أداءه لشخصية محسن ممتاز، محمد رسول الله إلي العالم، المكان المقصود، وأعمال رجال، والتوأم، وضد التيار، وأميرة في عابدين، وامرأة من زمن الحب، والضوء الشارد، والمال والبنون والمشاركة بالجزء الخامس من (ليالي الحلمية) والجزء الأول من مسلسل حول (السيرة الهلالية) بنفس العنوان وغيرها من الأعمال. وشارك في مسلسل الحقيقة والسراب.
قدم يوسف شعبان مسلسلا غريبا أبدع فيه باختلاف اللهجة المصرية وهوالمسلسل الأردني وضحا وابن عجلان والذي اعتبر الأكثر مشاهدة في دول الخليج والأردن وسوريا في حينه، وشاركته البطولة من سوريا سلوى سعيد ومن الأردن نبيل المشيني إلى جانب مجموعة من الممثلين الأردنيين والسوريين الكبار، والمسلسل قصة عشق بدوية هي ذاتها قصة نمر بن عدوان تعتبر نقلة نوعية في مسيرة يوسف شعبان الفنية.

## المسيرة المسرحية
بدأ مسيرته المسرحية بالمسرحية التلفزيونية (الطريق المسدود) وهي من إخراج الفنان نور الدمرداش ثم قدم عدة مسرحيات أهمها (شيء في صدري) و (أرض النفاق). وعندها قرر تقديم اقتراح جريء بإنشاء ستة (6) فرق مسرحية تلفزيونية بدلا من فرقة مسرحية واحدة لاستيعاب الأعداد الكبيرة التي تخرجت من المعهد المسرحي ولكن قوبل اقتراحه بالرفض وصدر قرار بتوقيفه لمدة ثلاث (3) سنوات.
وبعدها حصلت أزمة كبيرة في مسرح التلفزيون وقرروا إلغاء إيقافه ولكنه رفض العودة إليهم وشارك في بطولة مسرحية من إنتاج القطاع الخاص بعنوان (مطار الحب) بمشاركة الفنان الراحل عبد المنعم مدبولي والفنانة ميرفت أمين سنة 1970.

## الحياة العائلية
أثناء تصوير مسلسل (الحب الكبير) سنة 1963 قرر الاعتراف علنًا لكل الموجودين بزواجه من الفنانة ليلى طاهر الذي استمر أربع سنوات فقط وحدث خلالها الطلاق ثلاث مرات مما أدى إلى الانفصال النهائي بينما وقد ظل الحب والاحترام تسود العلاقة بينهما. وبعدها تزوج من نادية إسماعيل شيرين ابنة الأميرة فوزية بنت فؤاد الأول أخت الملك فاروق وأنجب منها ابنته سيناء. آخر زوجاته كانت سيدة كويتية تُدعى إيمان خالد الشريعان، وأنجب منها ابنته زينب وابنه مراد المقيمين حاليًا بدولة الكويت.

## مشواره مع النقابة
في سنة 1997 نجح في انتخابات نقابة الممثلين في منصب رئيس النقابة، واستطاع خلال فترته تسديد جميع الديون المترتبة على النقابة وأنشأ ناديا كبيرا في القاهرة لاجتماع جميع الممثلين وعالج العديد من الفنانين الذين لم يكونوا يستطيعون دفع مصاريف علاجهم، واستطاع أن يستمر في منصبه دورتين متتاليتين قبل أن يخسر في انتخابات 2003 أمام الفنان أشرف زكي.

## وفاته
توفي في 28 فبراير 2021 ميلاديًّا، الموافق 16 رجب 1442 هجريًّا، عن عمر ناهز 90 عامًا، متأثرا بإصابته بمرض فيروس كورونا. بمستشفى العجوزة بحي العجوزة بالجيزة.

## وصلات خارجية
- يوسف شعبان على موقع أرشيف الشارخ.
- يوسف شعبان على موقع IMDb (الإنجليزية)
- يوسف شعبان على موقع IMDb (الإنجليزية)
- يوسف شعبان على موقع الدهليز
- يوسف شعبان على موقع قاعدة بيانات الأفلام العربية
- يوسف شعبان على موقع قاعدة بيانات الفيلم (الإنجليزية)